# Andrew Cogliano
Andrew Cogliano (* 14. Juni 1987 in Toronto, Ontario) ist ein ehemaliger kanadischer Eishockeyspieler italienischer Abstammung. Zwischen 2007 und 2024 bestritt der Center über 1200 Partien in der National Hockey League (NHL), wobei er mit der Colorado Avalanche in den Playoffs 2022 den Stanley Cup gewann. Von Oktober 2007 bis Januar 2018 verpasste er im Trikot der Edmonton Oilers und Anaheim Ducks zudem keines von 830 NHL-Spielen und erreichte damit die viertlängste Serie dieser Art in der Ligahistorie.

## Karriere
Andrew Cogliano spielte zunächst für die Vaughan Kings AAA in der unterklassigen kanadischen Juniorenliga Greater Toronto Hockey League. Im Anschluss ging der Stürmer von 2003 bis 2005 für die St. Michael’s Buzzers in der Ontario Junior Hockey League aufs Eis. Beim NHL Entry Draft 2005 wurde Cogliano in der ersten Runde als insgesamt 25. Spieler von den Edmonton Oilers ausgewählt. Zunächst spielte der Angreifer zwei Jahre lang für die Eishockeymannschaft der University of Michigan. Nach einer soliden Rookiesaison wurde der Kanadier ins All-Rookie Team der Central Collegiate Hockey Association gewählt. In seiner zweiten Spielzeit im Eishockeyteam der University of Michigan gelang es ihm seine Punkteausbeute deutlich zu steigern, sodass dem Linksschützen zur Saison 2007/08 der sofortige Sprung in den NHL-Kader der Edmonton Oilers gelang. In seiner Debütsaison absolvierte der flinke Stürmer alle 82 Begegnungen der regulären Spielzeit und erzielte 45 Punkte.

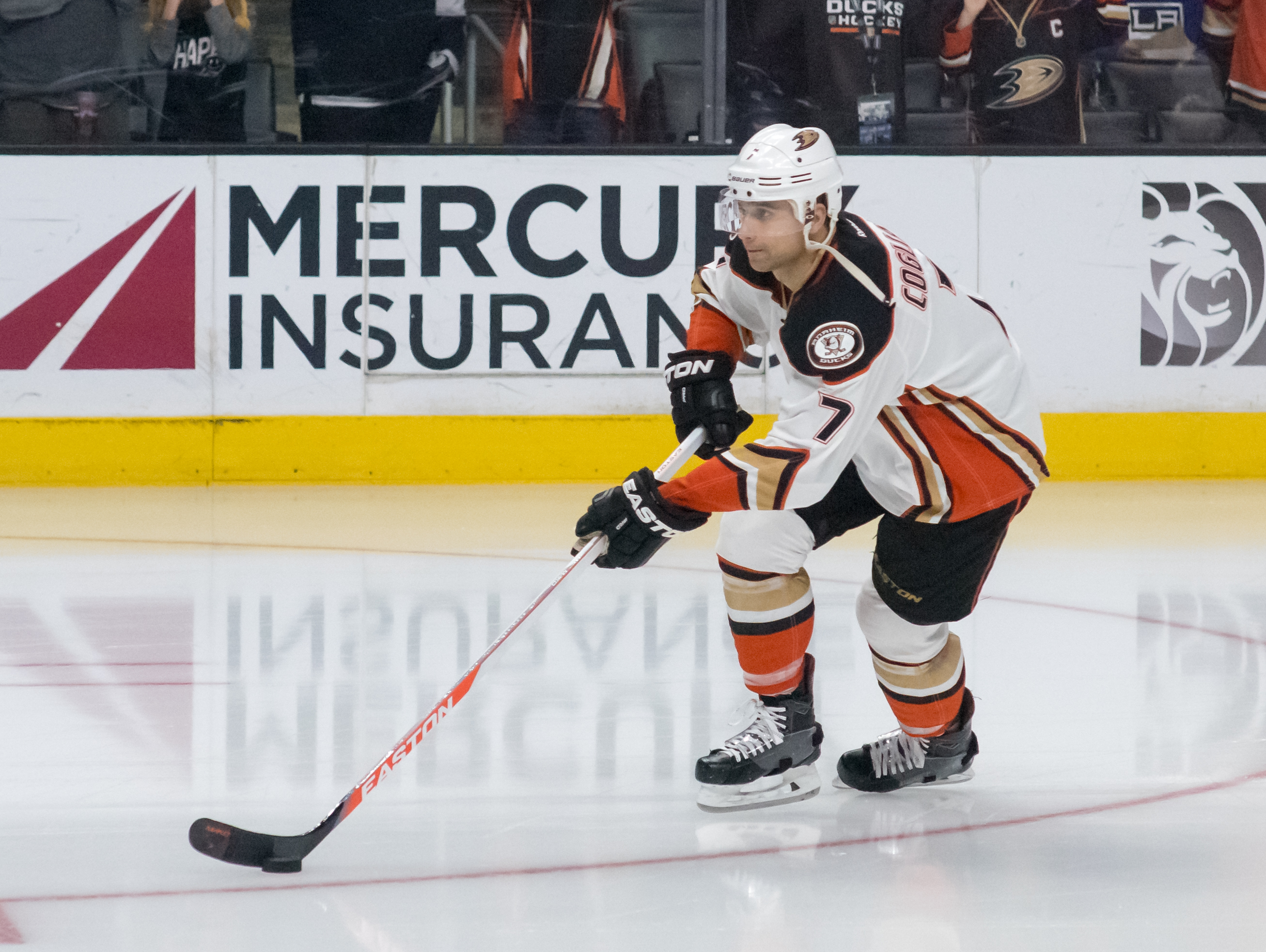
Cogliano im Trikot der Anaheim Ducks (2016)

Am 11. März 2008 erzielte er im dritten Spiel in Folge den Siegtreffer in der Overtime und stellte dadurch einen neuen NHL-Rekord auf. Nach dem Spiel spendete der Angreifer seinen benutzten Eishockeyschläger und die Handschuhe der Hockey Hall of Fame in Toronto. Zuvor hatte Cogliano bereits nach der gewonnenen World U-17 Hockey Challenge 2004 seinen Eishockeyschläger der Ruhmeshalle gestiftet. Im Juli 2011 transferierten die Oilers die Rechte des Restricted Free Agent im Austausch für ein Zweitrunden-Wahlrecht im NHL Entry Draft 2013 zu den Anaheim Ducks. Sieben Tage später unterzeichnete er einen Kontrakt mit drei Jahren Laufzeit bei den Anaheim Ducks. Während des NHL-Lockouts in der Saison 2012/13 lief der Kanadier für den EC KAC in der österreichischen Eishockey-Liga auf.
Im Dress der Anaheim Ducks avancierte Cogliano rasch zu einem Leistungsträger und begann eine herausragende Serie an in Folge absolvierten NHL-Spielen. Am 31. Dezember 2013 wurde er mit einem Einsatz gegen die San Jose Sharks der fünfte Spieler der NHL-Historie und der erste seit Doug Jarvis (1975–1988), der seit seinem Karrierebeginn mindestens 500 Partien in Folge absolviert hat. Im Januar 2014 verlängerte Cogliano seinen Vertrag bei den Anaheim Ducks um vier weitere Jahre bis zum Saisonende 2017/18. Seine Serie setzte er unterdessen fort und unterzeichnete im Januar 2018 einen neuen Dreijahresvertrag in Anaheim. Wenige Tage später jedoch wurde der Angreifer aufgrund eines illegalen Checks für zwei Spiele gesperrt, sodass seine Serie ein Ende fand. Insgesamt hatte Cogliano von Oktober 2007 bis Januar 2018 in elf Spielzeiten 830 Spiele in Folge absolviert, was die mit Abstand längste Serie aller aktiven Spieler darstellte. In der NHL-Historie standen zu diesem Zeitpunkt nur Doug Jarvis (964), Garry Unger (914) und Steve Larmer (884) länger ununterbrochen auf dem Eis.
Nach über sieben Jahren in Anaheim wurde Cogliano im Januar 2019 an die Dallas Stars abgegeben, während im Gegenzug Devin Shore zu den Ducks wechselte. In deren Trikot bestritt der Angreifer im Februar 2020 sein insgesamt 1000. Spiel der regulären Saison in der NHL. Mit den Stars erreichte er in den Playoffs 2020 das Endspiel um den Stanley Cup, unterlag dort jedoch den Tampa Bay Lightning mit 2:4. Nach zwei Jahren in Dallas wechselte er im Juli 2021 als Free Agent zu den San Jose Sharks. Die Sharks jedoch gaben ihn bereits zur Trade Deadline im März 2022 an die Colorado Avalanche ab und erhielten im Gegenzug ein Fünftrunden-Wahlrecht im NHL Entry Draft 2024. In den Playoffs 2022 errang er mit seinem neuen Team den Stanley Cup.
Nach der Spielzeit 2023/24 beendete Cogliano seine aktive Karriere, in der er insgesamt 1294 NHL-Partien bestritten und dabei 464 Scorerpunkte verzeichnet hatte. Er wechselte gleichbedeutend damit ins Management der Colorado Avalanche.

### International
Für die kanadische Nationalmannschaft nahm Cogliano an der World U-17 Hockey Challenge 2004 sowie den beiden U20-Junioren-Weltmeisterschaften 2006 und 2007 teil. Bei allen drei Turnierteilnahmen gewann der Center für Kanada Ontario bzw. Kanada jeweils die Goldmedaille.

## Erfolge und Auszeichnungen
- 2006 CCHA All-Rookie-Team
- 2009 Teilnahme am NHL YoungStars Game
- 2022 Stanley-Cup-Gewinn mit der Colorado Avalanche

### International
- 2004 Goldmedaille bei der World U-17 Hockey Challenge
- 2006 Goldmedaille bei der U20-Junioren-Weltmeisterschaft
- 2007 Goldmedaille bei der U20-Junioren-Weltmeisterschaft

## Karrierestatistik

### International
Vertrat Kanada bei:
- World U-17 Hockey Challenge 2004
- U20-Junioren-Weltmeisterschaft 2006
- U20-Junioren-Weltmeisterschaft 2007

(Legende zur Spielerstatistik: Sp oder GP = absolvierte Spiele; T oder G = erzielte Tore; V oder A = erzielte Assists; Pkt oder Pts = erzielte Scorerpunkte; SM oder PIM = erhaltene Strafminuten; +/− = Plus/Minus-Bilanz; PP = erzielte Überzahltore; SH = erzielte Unterzahltore; GW = erzielte Siegtore; 1 Play-downs/Relegation; Kursiv: Statistik nicht vollständig)